# Łazy (Częstochowa)
Pour les articles homonymes, voir Łazy.
Łazy est une localité polonaise de la gmina de Starcza, située dans le powiat de Częstochowa en voïvodie de Silésie.